# Phallogastraceae
Phallogastraceae is een familie van schimmels uit de orde Hysterangiales. Het typegeslacht is Phallogaster.

## Geslachten
De volgende twee geslachten behoren tot de familie:
- Phallogaster
- Protubera